# Scutellaria altaica
Scutellaria altaica là một loài thực vật có hoa trong họ Hoa môi. Loài này được Ledeb. ex Sweet miêu tả khoa học đầu tiên năm 1823.